# Oxabolone cipionate
Oxabolone cipionate (INN, JAN) (tên thương hiệu Steranabol Depo, Steranabol Ritardo; tên mã phát triển trước đây FI-5852), hoặc oxabolone cypionate, còn được gọi là 4-hydroxy-19-nortestosterone 17β-cypionate hoặc estr-4, 17β-diol-3-one 17β-cypionate, được tổng hợp và tiêm steroid đồng hóa androgenic (AAS) và dẫn xuất của nandrolone (19-nortestosterone) đã được bán trên thị trường châu Âu. Đó là este cypionate C17β và một tiền chất của oxabolone (4-hydroxy-19-nortestosterone).